# Danbury (Connecticut)
Danbury az Amerikai Egyesült Államokban, Connecticut államban, Fairfield megyében található város, New Yorktól 63 km-re északkeletre.

## Népesség
A 2010-es népszámlálásnál 80 893 lakost számláltak, ezzel Danbury a 4. legnépesebb város a megyében, és a 7. legnépesebb település Connecticut államban.
| Lakosok száma | 1527 | 80 893 | 86 518 |
|               | 1756 | 2010   | 2020   |